# 秋山仁の数学タイムトラベル
『秋山仁の数学タイムトラベル』（あきやまじんのすうがくタイムトラベル）は、1995年7月24日から同年8月11日までNHK教育テレビジョンで放送されたテレビ番組。

## 概要
1995年度の『夏のテレビクラブ』で放送された高校生向けの数学教育番組。数学者の秋山仁がタイムトラベルをし、数学史上に残る偉大な数学者たちと対話するという演出の下、数学の定理などを解説していた。

## 放送時間
- 月曜日 - 金曜日 11:30 - 12:00

## 出演者
- 秋山仁

## 放送リスト
| 回 | タイトル                                                   | 初回放送日    |
| -- | ---------------------------------------------------------- | ------------- |
| 1  | 数列の和 ピタゴラスの小石並べ                              | 1995年7月24日 |
| 2  | 平方根の近似と不等式 バビロニア人の知恵                    | 1995年7月25日 |
| 3  | 数三角形と二項定理 パスカルが見つけた神秘の宝庫            | 1995年7月26日 |
| 4  | 期待値と戦略フェルマーへの手紙                             | 1995年7月27日 |
| 5  | 自然と数学 1 フィボナッチ数列と黄金比                      | 1995年7月28日 |
| 6  | 不定方程式と整数解 オイラーと互除法の逆利用                | 1995年7月31日 |
| 7  | 平面幾何の証明法 ユークリッドと定理の連鎖                  | 1995年8月1日  |
| 8  | 座標平面と2次曲線 図形を式で表した男・デカルト             | 1995年8月2日  |
| 9  | 作図と方程式 ガウスが夢で見たものは                        | 1995年8月3日  |
| 10 | 自然と数学 2 指数計算を簡便化したネイピアの秘術            | 1995年8月4日  |
| 11 | 図形と三角比 天体の幾何学者プトレマイオス                  | 1995年8月7日  |
| 12 | 高次方程式の解法 立方体をモデルに3次方程式を解いたカルダノ | 1995年8月8日  |
| 13 | 求積法思考 天秤で体積を求めたアルキメデス                  | 1995年8月9日  |
| 14 | 微積分の基本定理 ニュートンのひらめき                      | 1995年8月10日 |
| 15 | 自然と数学 3 ケプラーと宇宙を支配する曲線                  | 1995年8月11日 |